# Leptoxenus ornaticollis
Leptoxenus ornaticollis là một loài bọ cánh cứng trong họ Cerambycidae.